# Brasiguaios
Brasiguayo, o Brasiguaio en portuguès, és un mot que es va originar a partir de la unió de les paraules "Brasiler" i "Paraguaià", i es refereix als immigrants brasilers i els seus descendents al Paraguai. El terme Brasiguayo es va utilitzar inicialment per referir-se als ciutadans brasilers, i els seus descendents, establerts en el territori de la República del Paraguai, especialment a les zones frontereres amb el Brasil, sobretot en les regions d'Alt Paraná, Amambay, Canindeyú i Caazapá a l'Oest del Paraguai, i també brasilers que van emigrar per a Paraguai i de després van tornar a Brasil. S'estima que n'hi ha uns 450.000, majoritàriament són agricultors (hacenderos i camperols) brasilers d'origen alemany, italià o eslau i majoritàriament parlants de portuguès.